# Jiří Zeman (filozof)
Jiří Zeman (* 5. září 1926 Tábor) je český filozof.

## Život
Po maturitě na reálném gymnáziu v Benešově studoval filozofii, psychologii a bohemistiku na Filozofické fakultě Univerzity Karlovy. Do roku 1954 učil na středních školách v okresu Benešov, poté byl vědeckým pracovníkem FÚ ČSAV. V roce 1960 dosáhl vědecké hodnosti kandidáta věd a v roce 1982 získal hodnost doktora věd. V letech 1969–70 působil v USA (University of Alaska, Fairbanks), v letech 1977–1978 v Sovětském svazu (Filozofický ústav Akademie věd SSSR, Moskva). Účastnil se řady mezinárodních konferencí a kongresů v oboru filozofie, filozofie vědy a kybernetiky. Ve své vědecké práci se zabýval především problematikou přírodních věd, gnozeologií a filozofií vědy.

## Dílo
- Poznání a informace, 1962 (rusky 1966, anglicky 1988)
- Kybernetika a moderní věda, 1964
- Teorie odrazu a kybernetika, 1978
- Dialektika, informace a odraz, 1978
- Filozofie a přírodovědecké poznání, 1985